# マリーヌ・デルテルム
マリーヌ・デルテルム（仏: Marine Delterme、1970年3月12日 - ）は、フランスの女優、画家、彫刻家。以前はモデルもしていた。

## 幼少期と私生活
フランス、トゥールーズに生まれる。その後パリに移る。両親は芸術作品の補修・修復の仕事をしていた。小さい頃から芸術に興味を持ち、また芸術的才能の片鱗を見せるような子供だった。
なお、スイス出身の俳優ジャン＝フィリップ・エコフェ Jean-Philippe Écoffeyとの間に息子ガブリエル（1998年生まれ）をもうけた。別れた後、小説家で劇作家のフローリアン・ゼレールと結婚し、2008年に息子が生まれ、パリで暮らしている。
また、親友カーラ・ブルーニのパリのエリゼ宮殿で行われたニコラ・サルコジ大統領との結婚式の際には、ブルーニ側の証人を務めた。

## 経歴
17歳の時からモデルとしての活動を始めた。ニューヨーク時代にはカーラ・ブルーニと一緒に住んでいた。しかし、その後女優としての活動を始めるため、フランスに戻っている。デルテルムが演じてきたのはほとんどがフランス語の映画である。その他、テレビにも出演しており、1年に一本のペースで続けている人気シリーズ「判事と女」Alice Nevers : Le juge est une femme(2002年～)の主役も演じている。
さらに、彫刻家としても活動しており、パリとニューヨークで個展を開いている。

## 主な出演作品
- 『言葉の力』Puissance de la parole (1988年、ジャン＝リュック・ゴダール監督／短編ビデオ／クレジットなし)
- 「Listopad」(1992年、Lukasz Karwowski監督／サラ役)
- 『野性の夜に』Les Nuits fauves (1992年、シリル・コラール監督／シルヴィー役)
- 『恋人たちのアパルトマン』Fanfan (1992年、アレクサンドル・ジャルダン監督／ロール役)
- La Soif de l'or (1993年、ジェラール・ウーリー監督／ロランス役)
- Consentement mutuel (1994年、ベルナール・ストラ監督／イングリッド役)
- 『猫が行方不明』Chacun cherche son chat (1995年、セドリック・クラピッシュ監督／マヌカン役)
- L'Année Juliette (1995年、フィリップ・ル・ゲイ監督／マガリ役) ＊第3回フランス映画祭横浜'95上映題「ジュリエットの年」ゲストとして来日
- Les Randonneurs (1997年、フィリップ・アレル監督／ベルナデット役)
- Le Déménagement (1997年、オリヴィエ・ドラン監督／レア役)
- 『見出された時-「失われた時を求めて」より-』Le Temps retrouvé (1999年、ラウル・ルイス監督／モレルの女友だち役)
- 『宮廷料理人ヴァテール』Vatel (2000年、ローランド・ジョフィ監督／アテナイス・ド・モンテスパン役)
- Te quiero (2001年、マニュエル・ポワリエ監督／シルヴィア役)
- Il consiglio d'Egitto (2002年、エミディオ・グレコ監督／レガルペトラ伯爵夫人役)
- 『天使の肌』Peau d'Ange (2002年、ヴァンサン・ペレーズ監督／マダム・フェーヴル役)
- Le Vrai Coupable (2007年、フランシス・ユステール監督、テレビ映画／リザ・モリエ役)
- Château en Suède (2008年、ジョゼ・ダイヤン監督、テレビ映画／オフェリー役／原作：サガン作『スウェーデンの城』)
- 『ココ・シャネル』Coco Chanel (2008年、クリスチャン・デュゲイ監督、テレビ映画、日本では劇場公開／エミリエンヌ・ダランソン役)
- Trésor (2009年、クロード・ベリ監督／フロリアーヌ役)
- Paris-Manhattan (2012年、ソフィー・ルルーシュ監督／エレーヌ役／TV5MONDE放映題「パリ－マンハッタン」)
- 『画家モリゾ、マネの描いた美女　名画に隠された秘密』Berthe Morisot (2012年、カロリーヌ・シャンプティエ監督、テレビ映画、日本では劇場公開／ベルト・モリゾ役／TV5MONDE先行放映題「ベルト・モリゾ」)

## 参照
1. ↑  Samuel, Henry (2008年2月5日). “Quiet life for Nicolas Sarkozy and Carla Bruni”. The Daily Telegraph 2008年8月3日閲覧。
2. ↑  Campbell, Matthew (2008年6月8日). “Carla Bruni, the volcano in the Elysée”. The Sunday Times 2008年8月3日閲覧。